# هوآمانگور
هوآمانگور (به اسپانیایی: Huamangore) یک کوه در پرو است که در Peru, Arequipa Region واقع شده‌است. هوآمانگور ۴٬۹۲۷ متر بالاتر از سطح دریا واقع شده‌است.